# 薩格拉達 (密蘇里州)
薩格拉達（英語：Sagrada）是位於美國密蘇里州康登縣的非建制地區。

## 歷史
薩格拉達的郵局於1886年設立，其後於1933年停運。

## 地理
薩格拉達所處的海拔為高於海平面265米（即869英呎），而該地所採用的時區為UTC-6，即北美中部時區（CST）。同時該地設有夏令時間，為UTC-6調快一小時，即UTC-5（CDT）。